# Bachirou Salou
Bachirou Salou (né le 15 septembre 1970 à Lomé au Togo) est un joueur de football international togolais, qui évoluait au poste d'attaquant.

## Biographie

### Carrière en club
Bachirou Salou joue un total de 254 matchs en Bundesliga, inscrivant 51 buts dans ce championnat.
C'est le frère de Salou Tadjou, défenseur togolais.
Après sa retraite, il vit en Allemagne et suit toujours le football togolais

### Carrière en sélection
Avec l'équipe du Togo, il joue 39 matchs (pour 17 buts inscrits) entre 1989 et 1998
Il figure dans le groupe des sélectionnés lors des Coupes d'Afrique des nations de 1998 et de 2000, où son équipe est éliminée à chaque fois au premier tour.
Il participe à la Coupe du monde des moins de 20 ans 1987 organisée au Chili et joue trois matchs comptant pour les tours préliminaires des coupes du monde.

## Palmarès
| Borussia Mönchengladbach - Coupe d'Allemagne (1) : - Vainqueur : 1994-95. - Finaliste : 1991-92. |  | MSV Duisbourg - Coupe d'Allemagne : - Finaliste : 1997-98. |  | Alemannia Aachen - Coupe d'Allemagne : - Finaliste : 2003-04. |